# اوبروویتس (استان اوپوله)
اوبروویتس (به لهستانی:  Obrowiec) یک روستا در لهستان است که در گمینا گوگولین واقع شده‌است.